# Phylakopi

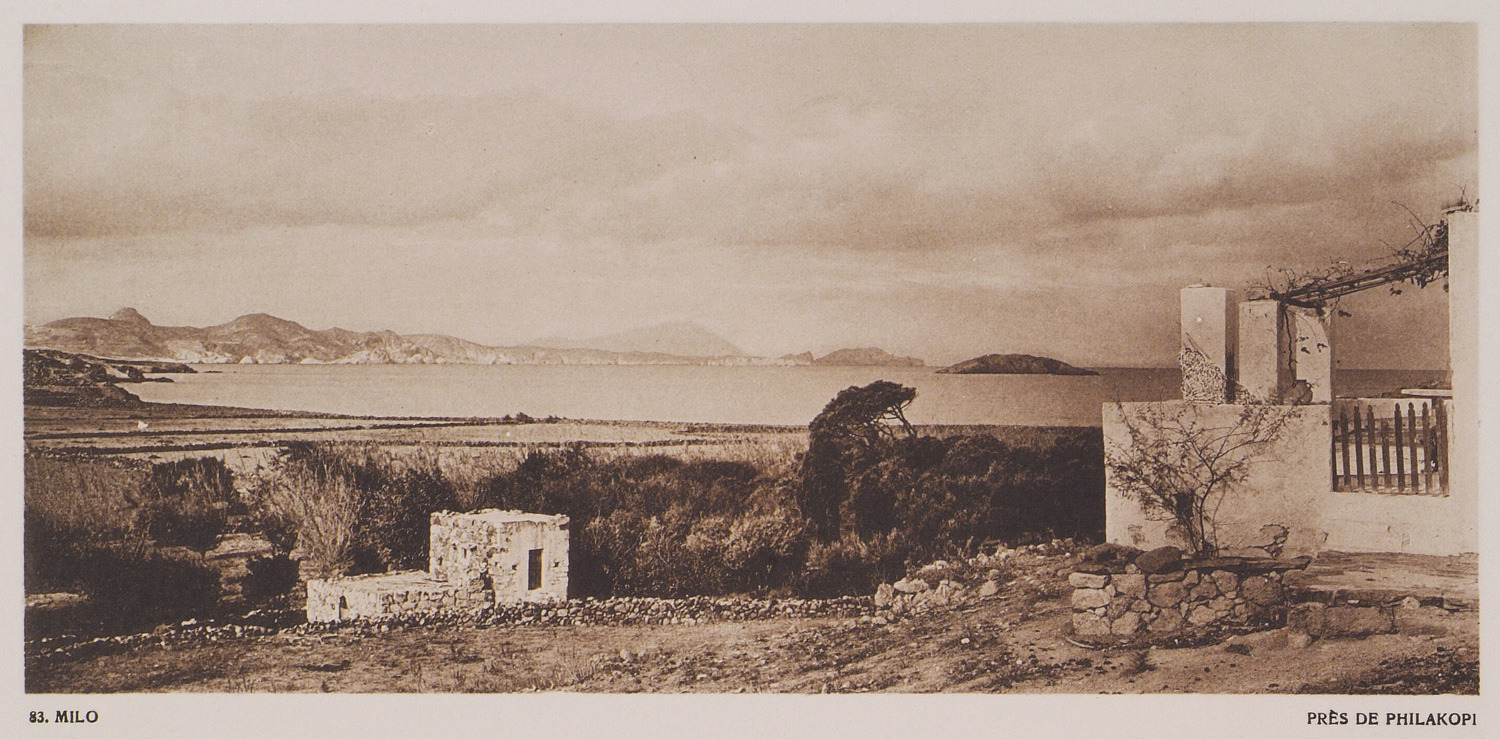
Site de Phylakopi, photographié par Frédéric Boissonnas en 1919.

Phylakopi (en grec moderne : Φυλακωπή) est un site archéologique de l'île de Milos (ou Mélos), dans l'archipel des Cyclades. Il est l'un des plus importants du monde égéen pour la période du Bronze ancien (civilisation des Cyclades) et a donné son nom à une de ses phases. Il est comparable à ceux d'Akrotiri à Santorin et d'Aya Irini à Kéa, les trois seuls sites correctement connus de la région cycladique pour la période du Bronze Récent.

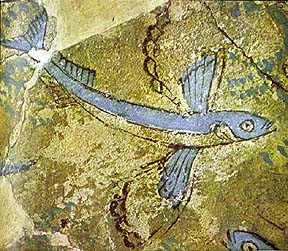
Fresque du poisson volant. Cycladique récent. Musée national archéologique d'Athènes.

Occupé à partir de la fin du IVe millénaire av. J.-C., Phylakopi a subi l'influence de la civilisation minoenne (Cycladique moyen), puis de la civilisation mycénienne (Cycladique récent). Les vestiges les plus importants sont les murs cyclopéens, le mégaron, ainsi que le sanctuaire.
Le site fut abandonné à la fin de la période du Bronze ; une nouvelle ville fut fondée par les Doriens sur le site de Klima vers 1200 av. J.-C..
Phylakopi a été fouillée pour la première fois en 1896–1899 par des membres de la British School at Athens, puis en 1911, en 1963 et en 1974–1977 (sous la direction de Colin Renfrew).

## Fouilles archéologiques

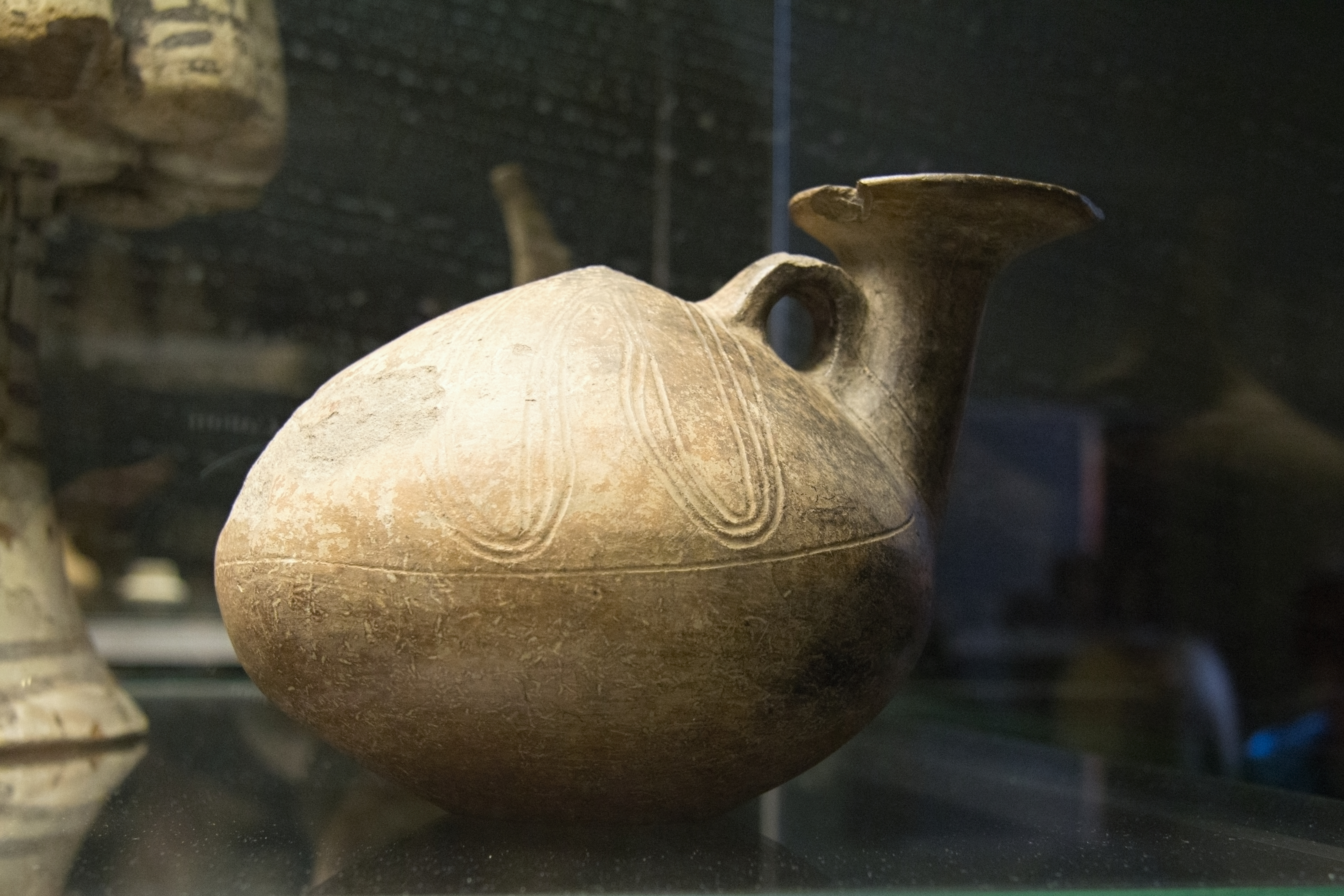
« Vase canard » de Milos, culture Phylakopi I, âge du bronze cycladique 2800-2000 av. J.-C., British Museum.

Le site de Phylakopi a été fouillé pour la première fois entre 1896 et 1899 dans le cadre de la British School d'Athènes, de même que tous les projets ultérieurs. La fouille était remarquablement en avance sur son temps, en présence de Duncan Mackenzie, futur contremaître d'Arthur Evans à Cnossos, qui enregistra des informations stratigraphiques détaillées. Les fouilles ont révélé un peuplement cycladique de l'âge du bronze jusqu'alors inconnu, avec une continuité tout au long du Bronze ancien jusqu'à la fin du Bronze récent. C'est à partir de ces fouilles qu'a été suggérée une stratigraphie en trois phases, les deuxième et troisième phases se rapportant aux périodes d'influence minoenne et mycénienne. Le site a été de nouveau fouillé en 1910-1911, affinant la chronologie de la céramique. Les fouilles les plus récentes ont été menées par le professeur Colin Renfrew. Les fouilles, qui ont révélé un sanctuaire inconnu jusqu'alors, ont fait l'objet de deux monographies,.

## Âge du bronze

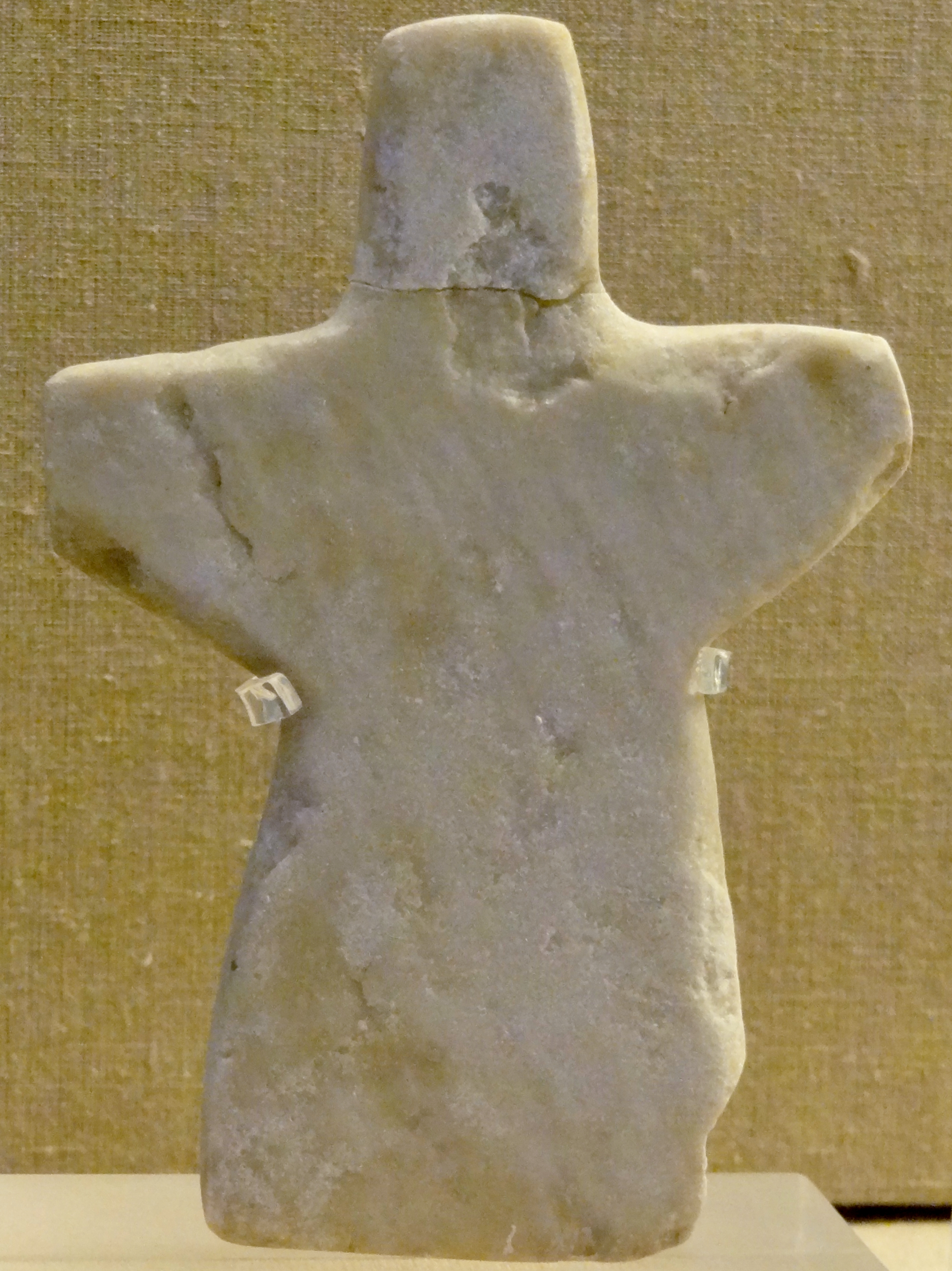
Figurine en marbre de style Phylakopi, 2200-2000 av. J.-C. Musée préhistorique de Fira.

### Phylakopi I
La première phase du site (Phylakopi I : 2300-2000 av. J.-C.) remonte à la période qui s'étend entre le milieu du Bronze ancien et le milieu du Bronze moyen. L'établissement a commencé dans la période Phylakopi I et la colonisation s'est développée tout au long de cette phase.

### Phylakopi II
C'est lors de la deuxième phase (Phylakopi II : 2000-1550 av. J.-C.) que la colonie s'épanouit et devient un acteur majeur dans les Cyclades. Phylakopi II était densément occupé, avec des blocs de maisons séparées par des rues approximativement orientées selon les points cardinaux. Cette phase est célèbre pour son courant artistique cycladique, comme en témoignent plusieurs styles de poterie, comme le « lustré noir » et le « cycladique blanc ». Les vases contiennent souvent des motifs végétaux et animaux stylisés en peinture mate noir et rouge, bien que les plus célèbres soient des pichets à oiseaux de Mélos exportés à Cnossos. Vers la fin de la période, des quantités croissantes de poterie minoenne ont été découvertes sur le site, marquant le début d'une période de « minoanisation », qui sera plus visible encore au début de Phylakopi III.

### Phylakopi III
La ville de Phylakopi III (1550-1100 av. J.-C.) a été construite après la destruction complète de Phylakopi II, probablement en raison de l'activité sismique. La phase peut être divisée en trois sous-phases. Phylakopi III-i voit les formes minoennes commencer à devenir plus populaires. Les recherches suggèrent que plusieurs caractéristiques architecturales peuvent être attribuées à cette phase. Une structure appelée « salle des piliers » a été construite avec des piliers et des blocs en pierre de taille. L'intérieur contenait les traces d'une fresque bien conservée, représentant un poisson volant très gracieux. Le prétendu « manoir » a probablement servi de centre administratif à toute la colonie, si l'on se fie à un fragment de tablette en linéaire A trouvé dans la structure. La colonie semble également avoir été ceinte d'une muraille pendant cette période. 
La poterie de Phylakopi III:i est fortement influencée par les formes et les motifs minoens qui, parallèlement à l’influence minoenne de l’architecture, ont laissé penser que Phylakopi était sous le contrôle politique des Minoens. Cependant, il est possible que les idées et la culture minoennes soient devenues populaires dans les cercles d'élite de la mer Égée et aient été adoptées comme un marqueur de prestige et de différenciation sociale. 
Phylakopi III:ii voit une régression de l'influence minoenne après l'éruption du volcan de Théra (Santorin) volcan au Minoen tardif IA (vers 1500 av. J.-C.). Cette phase manque d'éléments architecturaux identifiables, bien qu'une large part de la poterie découverte lors des fouilles de 1896-1899 lui soit rattachée. 
La cité est partiellement détruite par un incendie à la fin du Cycladique Tardif II, peut-être à la suite d'une attaque mycénienne. L'influence mycénienne devient en effet plus importante dans Phylakopi III:iii, avec la construction d'un mégaron, d'un sanctuaire avec des figurines mycéniennes, d'un nouveau mur de fortification et la prédominance de la poterie mycénienne, jusqu'à la quasi-extinction des styles de poteries cycladiques. La construction d'un mégaron, caractéristique des palais mycéniens du continent, a conduit à penser que les Mycéniens avaient conquis et administré la colonie.

## Après l'âge du bronze
La colonie a été abandonnée à la fin de l'âge du bronze tardif et n'a jamais été réoccupée. Aujourd'hui, la mer a érodé une très grande partie du site.